# Бусол, Феликс Иосифович
Феликс Иосифович Бусол (10 февраля 1928, Житные Горы, Белоцерковский округ — 5 января 2021, Калуга) — советский учёный-физик, почётный работник электронной промышленности, лауреат Государственной премии СССР в области науки и техники.

## Биография
Родился 10 февраля 1928 года в селе Житные Горы Ракитнянского района (ныне Киевской области) в семье военнослужащего.
В 1947 году окончил школу в Сорочинске Оренбургской области с серебряной медалью. Без экзаменов поступил на физический факультет Ленинградского университета по специальности физик-ядерщик. На пятом курсе по решению спецкомиссии был переведён в Харьковский университет, где защитил диплом с отличием.
По распределению направлен в Украинский физико-технический институт АН УССР (Харьков). В 1953 - 1956 годах учился в аспирантуре УФТИ. В январе 1958 года защитил кандидатскую диссертацию по получению сверхчистого циркония. В 1961-1963 гг. освобождённый секретарь парткома, затем до 1965 года — старший научный сотрудник института.
В апреле 1965 года возглавил созданный за несколько месяцев до этого Всесоюзный научно-исследовательский институт материалов электронной техники (ВНИИМЭТ) в Калуге, которым руководил до 1988 года.
Лауреат Государственной премии СССР (1981).
В 1988—2001 годах — учёный секретарь калужского Отдела монокристаллов института кристаллографии РАН. В 2001—2007 годах — председатель комиссии по помилованию при губернаторе Калужской области.
Кандидат физико-математических наук. Почётный работник электронной промышленности.
Награждён орденом Трудового Красного Знамени, двумя орденами «Знак Почёта», золотой и двумя серебряными медалями ВДНХ.
Скончался 5 января 2021 года в Калуге на 93-м году жизни.